# Lola Copacabana
Inés Gallo de Urioste (Buenos Aires, 10 de novembro de 1980), mais conhecida por seu pseudónimo Lola Copacabana, é uma escritora, tradutora e editora argentina.

## Obras
- Buena leche. Diario de una joven (no tan) formal, relatos a partir do seu blog; Editorial Sudamericana, Buenos Aires, 2006. ISBN 950-07-2770-6
- Aleksandr Solzhenitsyn. Crimen y castigo en la Ciudad Autónoma de Buenos Aires, novela; editorial Momofoku, Buenos Aires, 2015. ISBN 9789873368967